# Arquidiócesis de Kisumu
La arquidiócesis de Kisumu (en latín: Archidioecesis Kisumuensis, en inglés: Roman Catholic Archdiocese of Kisumu y en suajili: Jimbo Kuu la Kisumu) es una circunscripción eclesiástica de la Iglesia católica en Kenia. Se trata de una arquidiócesis latina, sede metropolitana de la provincia eclesiástica de Kisumu. Desde el 18 de febrero de 2022 su arzobispo es Maurice Muhatia Makumba.

## Territorio y organización
La arquidiócesis tiene 4616 km² y extiende su jurisdicción sobre los fieles católicos de rito latino residentes en los condados de Kisumu y Siaya.
La sede de la arquidiócesis se encuentra en la ciudad de Kisumu, en donde se halla la Catedral de Santa Teresa de Lisieux.
La arquidiócesis tiene como sufragáneas a las diócesis de: Bungoma, Eldoret, Homa Bay, Kakamega, Kapsabet, Kisii, Kitale y Lodwar.
En 2023 en la arquidiócesis existían 63 parroquias agrupadas en 2 decanatos.

## Historia
Los primeros misioneros católicos llegaron a la región en 1904, los misioneros de Mill Hill.
La prefectura apostólica de Kavirondo fue erigida el 15 de julio de 1925 mediante el breve Ut aucto del papa Pío XI, obteniendo el territorio del vicariato apostólico del Alto Nilo (hoy arquidiócesis de Tororo).
El 27 de mayo de 1932, mediante el breve Cum non sine del papa Pío XI, la prefectura apostólica fue elevada a vicariato apostólico y al mismo tiempo asumió el nombre de vicariato apostólico de Kisumu.
El 25 de marzo de 1953 el vicariato apostólico fue elevado a diócesis mediante la bula Quemadmodum ad Nos del papa Pío XII. Originalmente era sufragánea de la arquidiócesis de Nairobi.
Posteriormente cedió porciones de su territorio para la erección de nuevas circunscripciones eclesiásticas:
- la prefectura apostólica de Eldoret (hoy diócesis de Eldoret) el 29 de junio de 1953 mediante la bula Quae ad christifidelium del papa Pío XII;[4]
- la prefectura apostólica de Ngong (hoy diócesis de Ngong) el 20 de octubre de 1959 mediante la bula Exsultat Sancta Mater del papa Juan XXIII;[5]
- la diócesis de Kisii el 21 de mayo de 1960 mediante la bula Divina Christi del papa Juan XXIII;[6]
- la diócesis de Nakuru el 11 de enero de 1968 mediante la bula Quam curam del papa Pablo VI;[7]
- la diócesis de Kakamega el 27 de febrero de 1978 mediante la bula Properamus et gestimus del papa Pablo VI.[8] (en latín)

El 21 de mayo de 1990 la diócesis fue elevada al rango de arquidiócesis metropolitana mediante la bula Si quidem secundum del papa Juan Pablo II.
El 10 de julio de 2025 adquirió una nueva sufragánea al ser erigida la diócesis de Kapsabet por el papa León XIV.

## Estadísticas
Según el Anuario Pontificio 2024 la arquidiócesis tenía a fines de 2023 un total de 2 159 850 fieles bautizados.
| Año                                                                             | Población            | Población | Población      | Sacerdotes | Sacerdotes    | Sacerdotes    | Bautizados por sacerdote | Diáconos permanentes | Religiosos | Religiosos | Parroquias |
| Año                                                                             | Bautizados católicos | Total     | % de católicos | Total      | Clero secular | Clero regular | Bautizados por sacerdote | Diáconos permanentes | Varones    | Mujeres    | Parroquias |
| ------------------------------------------------------------------------------- | -------------------- | --------- | -------------- | ---------- | ------------- | ------------- | ------------------------ | -------------------- | ---------- | ---------- | ---------- |
| 1950                                                                            | 227 695              | 2 300 000 | 9.9            | 96         | 6             | 90            | 2371                     |                      |            | 118        | 33         |
| 1970                                                                            | 454 960              | 2 230 330 | 20.4           | 170        | 105           | 65            | 2676                     |                      | 83         | 295        | 41         |
| 1980                                                                            | 207 430              | 1 028 053 | 20.2           | 34         | 8             | 26            | 6100                     |                      | 34         | 113        | 17         |
| 1990                                                                            | 308 000              | 1 168 000 | 26.4           | 45         | 23            | 22            | 6844                     |                      | 54         | 129        | 23         |
| 1999                                                                            | 360 000              | 1 700 000 | 21.2           | 49         | 34            | 15            | 7346                     |                      | 30         | 166        | 25         |
| 2000                                                                            | 369 825              | 1 700 000 | 21.8           | 45         | 34            | 11            | 8218                     |                      | 27         | 143        | 25         |
| 2001                                                                            | 368 577              | 1 713 000 | 21.5           | 51         | 41            | 10            | 7227                     |                      | 20         | 165        | 25         |
| 2002                                                                            | 339 691              | 1 700 000 | 20.0           | 51         | 41            | 10            | 6660                     |                      | 21         | 177        | 25         |
| 2003                                                                            | 350 596              | 1 523 253 | 23.0           | 55         | 45            | 10            | 6374                     |                      | 25         | 148        | 27         |
| 2004                                                                            | 371 631              | 1 871 631 | 19.9           | 51         | 41            | 10            | 7286                     |                      | 26         | 165        | 30         |
| 2006                                                                            | 431 120              | 2 061 628 | 20.9           | 56         | 44            | 12            | 7698                     |                      | 30         | 185        | 33         |
| 2013                                                                            | 728 849              | 2 490 000 | 29.3           | 82         | 58            | 24            | 8888                     |                      | 52         | 278        | 37         |
| 2016                                                                            | 1 498 037            | 2 684 974 | 55.8           | 104        | 73            | 31            | 14 404                   |                      | 59         | 275        | 42         |
| 2019                                                                            | 1 586 232            | 2 878 704 | 55.1           | 98         | 72            | 26            | 16 186                   |                      | 56         | 268        | 56         |
| 2021                                                                            | 1 936 400            | 3 443 161 | 56.2           | 111        | 76            | 35            | 17 445                   |                      | 61         | 262        | 60         |
| 2023                                                                            | 2 159 850            | 3 840 483 | 56.2           | 117        | 75            | 42            | 18 460                   |                      | 74         | 272        | 63         |
| Fuente: Catholic-Hierarchy, que a su vez toma los datos del Anuario Pontificio. |                      |           |                |            |               |               |                          |                      |            |            |            |

## Episcopologio
- Gorgonius Brandsma, M.H.M. † (2 de diciembre de 1925-20 de junio de 1935 falleció)
- Nikolas Stam, M.H.M. † (9 de marzo de 1936-9 de abril de 1948 renunció)
- Frederick Hall, M.H.M. † (9 de abril de 1948-2 de diciembre de 1963 renunció[nota 1])
- Joannes de Reeper, M.H.M. † (16 de enero de 1964-20 de marzo de 1976 retirado)
- Philip Sulumeti (9 de diciembre de 1976-28 de febrero de 1978 nombrado obispo de Kakamega)
- Zacchaeus Okoth (27 de febrero de 1978-15 de noviembre de 2018 retirado)
- Philip Arnold Subira Anyolo (15 de noviembre de 2018-28 de octubre de 2021 nombrado arzobispo de Nairobi)
- Maurice Muhatia Makumba, desde el 18 de febrero de 2022[nota 2]